# Гиссер, Карл
Карл Ги́ссер (нем. Karl Gieβer; родился 29 октября 1928) — австрийский футболист, бронзовый призёр чемпионата мира—1954. Выступал на позиции полузащитника.

## Карьера

### Клубная
Карл Гиссер почти всю карьеру игрока провёл в венском «Рапиде». Начал выступать за команду в сезоне 1949/50, сыграв 13 матчей и забив 9 голов. Через год полузащитник впервые встал чемпионом Австрии. Трижды подряд, начиная с сезона 1958/59, футболист в составе своего клуба доходил до финала кубка Австрии и в 1961 году стал обладателем трофея. Всего Гиссер отыграл в «Рапиде» 15 сезонов. За это время в 242 матчах, проведённых в чемпионате страны он забил 17 голов. Футболист принимал участие в первом розыгрыше Кубка чемпионов, и в дальнейшем регулярно играл в этом турнире вплоть до сезона 1963/64
.
Летом 1964 года, став в седьмой раз чемпионом Австрии, Карл Гиссер перешёл в венский «Ред Стар», где и завершил карьеру год спустя.

### В сборной
Карл Гиссер впервые сыграл за сборную Австрии 11 апреля 1954 года в товарищеском матче с командой Венгрии
.
В том же году полузащитник попал в заявку команды на чемпионат мира—1954, но не сыграл ни одного матча на турнире
.
В последний раз Гиссер выступал за национальную команду 19 ноября 1961 года в товарищеской игре с югославами
.
Всего футболист провёл за сборную 4 матча.

## Статистика

### Выступления за «Рапид»
| Сезон   | Чемпионат | Чемпионат | Чемпионат | Кубок | Кубок | Еврокубки | Еврокубки | Всего | Всего |
| Сезон   | Лига      | Игры      | Голы      | Игры  | Голы  | Игры      | Голы      | Игры  | Голы  |
| ------- | --------- | --------- | --------- | ----- | ----- | --------- | --------- | ----- | ----- |
| 1949/50 | 1. Klasse | 13        | 9         | 0     | 0     | 0         | 0         | 13    | 9     |
| 1950/51 | 1. Klasse | 1         | 0         | 0     | 0     | 0         | 0         | 1     | 0     |
| 1951/52 | 1. Klasse | 7         | 0         | 0     | 0     | 0         | 0         | 7     | 0     |
| 1952/53 | 1. Klasse | 13        | 1         | 0     | 0     | 0         | 0         | 13    | 1     |
| 1953/54 | 1. Klasse | 20        | 2         | 0     | 0     | 0         | 0         | 20    | 2     |
| 1954/55 | 1. Klasse | 19        | 1         | 0     | 0     | 0         | 0         | 19    | 1     |
| 1955/56 | 1. Klasse | 15        | 1         | 0     | 0     | 2         | 0         | 17    | 1     |
| 1956/57 | 1. Klasse | 15        | 1         | 0     | 0     | 2         | 1         | 17    | 2     |
| 1957/58 | 1. Klasse | 19        | 1         | 0     | 0     | 1         | 0         | 20    | 1     |
| 1958/59 | 1. Klasse | 24        | 1         | 4     | 0     | 0         | 0         | 28    | 1     |
| 1959/60 | 1. Klasse | 26        | 1         | 5     | 2     | 0         | 0         | 31    | 3     |
| 1960/61 | 1. Klasse | 9         | 0         | 4     | 0     | 4         | 0         | 17    | 0     |
| 1961/62 | 1. Klasse | 26        | 0         | 3     | 0     | 4         | 0         | 33    | 0     |
| 1962/63 | 1. Klasse | 22        | 0         | 3     | 0     | 2         | 0         | 27    | 0     |
| 1963/64 | 1. Klasse | 11        | 0         | 3     | 0     | 3         | 0         | 17    | 0     |
| Всего   | Всего     | 242       | 17        | 22    | 2     | 18        | 1         | 282   | 20    |

### В сборной
| Матчи Карла Гиссера за сборную Австрии | Матчи Карла Гиссера за сборную Австрии | Матчи Карла Гиссера за сборную Австрии | Матчи Карла Гиссера за сборную Австрии | Матчи Карла Гиссера за сборную Австрии | Матчи Карла Гиссера за сборную Австрии | Матчи Карла Гиссера за сборную Австрии |
| -------------------------------------- | -------------------------------------- | -------------------------------------- | -------------------------------------- | -------------------------------------- | -------------------------------------- | -------------------------------------- |
| №                                      | Дата                                   | Оппонент                               | Счёт                                   | Голы Гиссера                           | Соревнование                           |                                        |
| 1                                      | 11 апреля 1954                         | Венгрия                                | 0:1                                    | —                                      | Товарищеский матч                      |                                        |
| 2                                      | 14 октября 1956                        | Венгрия                                | 0:2                                    | —                                      | Товарищеский матч                      |                                        |
| 3                                      | 22 июня 1960                           | Норвегия                               | 2:1                                    | —                                      | Товарищеский матч                      |                                        |
| 4                                      | 19 ноября 1961                         | Югославия                              | 1:2                                    | —                                      | Товарищеский матч                      |                                        |

Итого: 4 матча; 1 победа, 0 ничьих, 3 поражения.

## Достижения
Австрия
- Бронзовый призёр чемпионата мира: 1954

«Рапид» (Вена)
- Чемпион Австрии (7): 1950/51, 1951/52, 1953/54, 1955/56, 1956/57, 1960/61, 1963/64
- Вице-чемпион Австрии (3): 1949/50, 1957/58, 1958/59
- Обладатель кубка Австрии (1): 1960/61
- Финалист кубка Австрии (2): 1958/59, 1959/60